# St.-Johannes-der-Täufer-Kirche (Bartoszyce)
Die St.-Johannes-der-Täufer-Kirche im polnischen Bartoszyce (deutsch Bartenstein) ist ein Bauwerk der Gotik aus der zweiten Hälfte des 15. Jahrhunderts. Von der Reformation bis zum Ende des Zweiten Weltkriegs war sie neben der Stadtkirche das zweite evangelische Gotteshaus der ostpreußischen Stadt Bartenstein. Seit 1945 gehört es – wie auch die Stadtkirche – der römisch-katholischen Kirche im Bistum bzw. Erzbistum Ermland.

## Geographische Lage
Die Stadt Bartoszyce liegt in der nördlichen Mitte der Woiwodschaft Ermland-Masuren an der die Woiwodschaft in Nord-Süd-Richtung querenden Landesstraße 51 bzw. Landesstraße 57. Die Kirche steht im Ortsteil Działki im Nordosten der Stadt am linken Ufer der Łyna (deutsch Alle) an der hier „ulica Feliksa Nowowiejskiego“ genannten Woiwodschaftsstraße 512 in Richtung Szczurkowo (Schönbruch) an der polnisch-russischen Staatsgrenze.

## Kirchengebäude
Erste Nachrichten über die Johanniskirche in Bartenstein, deren genaues Baudatum nicht bekannt ist, stammen aus dem Jahre 1484. Es wird vermutet, dass sie an der Stelle einer seit 1404 bestehenden Begräbniskapelle errichtet wurde, die im Dreizehnjährigen Krieg (1454–1466) zerstört worden ist.

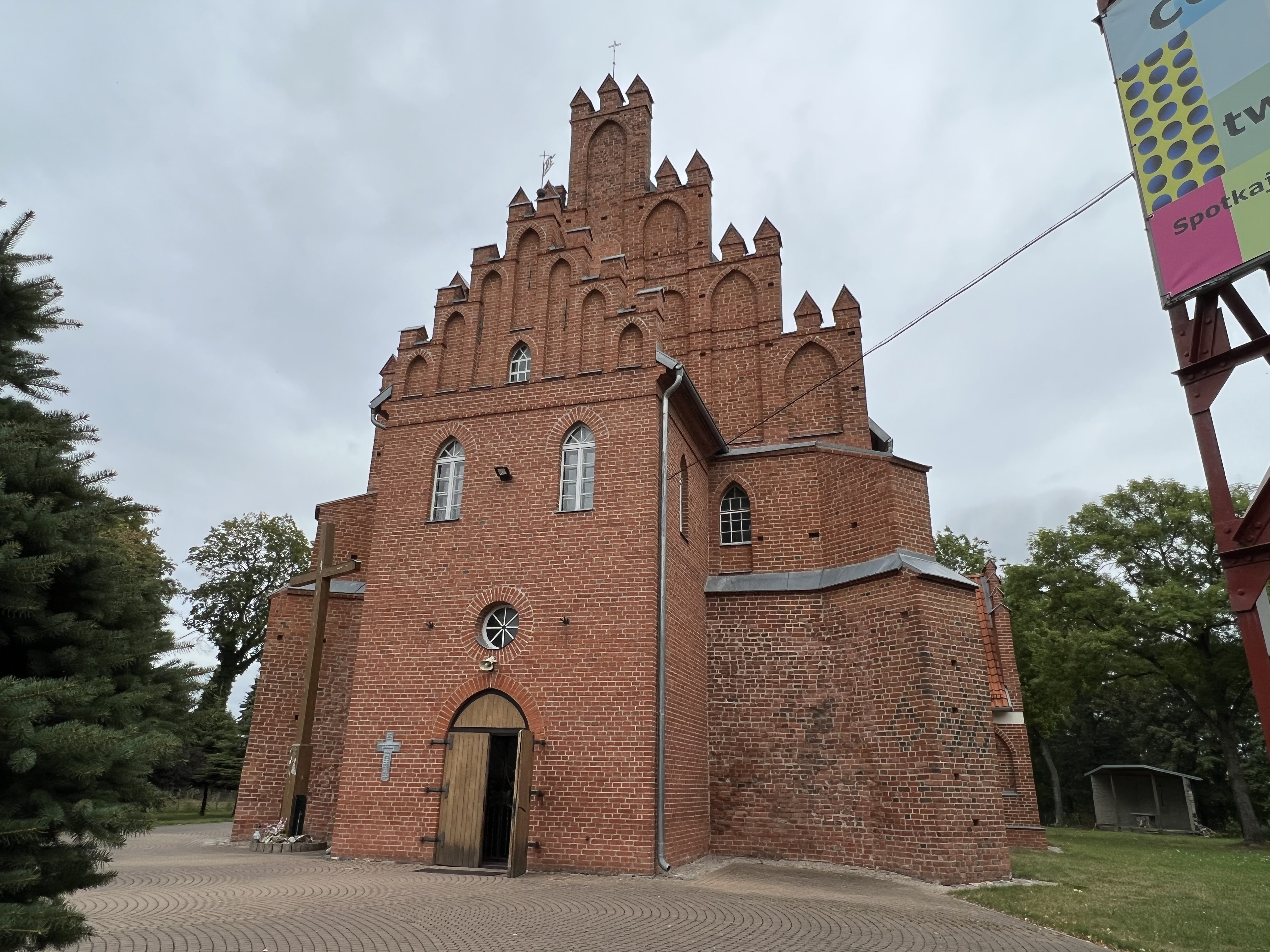
Blick auf das Eingangsportal am Westgiebel

Bei der auch in evangelischer Zeit nach Johannes dem Täufer benannten Kirche handelt es sich um einen schlichten Backsteinbau im gotischen Baustil mit Strebepfeilern ohne Chor mit Giebeln an den Schmalseiten. Bauliche Reste lassen sogar noch die Beziehung zur ehemaligen Kapelle erkennen. 
Die Längswände in 3 Abschnitte geteilt mit je einem hochsitzenden, von Blenden flankierten Fenster. Für eine Horizontalgliederung sorgt der leicht vortretenden Sockel mit profilierter Überleitung sowie das Putzband in Traufhöhe. 
Am westlichen Ende des Langhauses befindet sich auf der Nord- und Südseite eine durchgehende vertikale Baunaht. Die hoch aufragende Sakristei an der Nordostseite steh im Verband mit dem Langhaus.
Der Giebel im Osten ist durch Fiale und Lisenen in Streifen geteilt, die oben gekrönt sind. Am westlichen und rechtwinklig abgetreppten Giebel befindet sich ein 1778 errichteter niedriger turmartiger Anbau mit Glockenstube, darunter das Haupteingangsportal.
Ähnlich ist der Giebel an der südlichen Eingangshalle gestaltet. Die westliche Vorhalle und der Giebel der Sakristei stammen aus dem Jahre 1874.

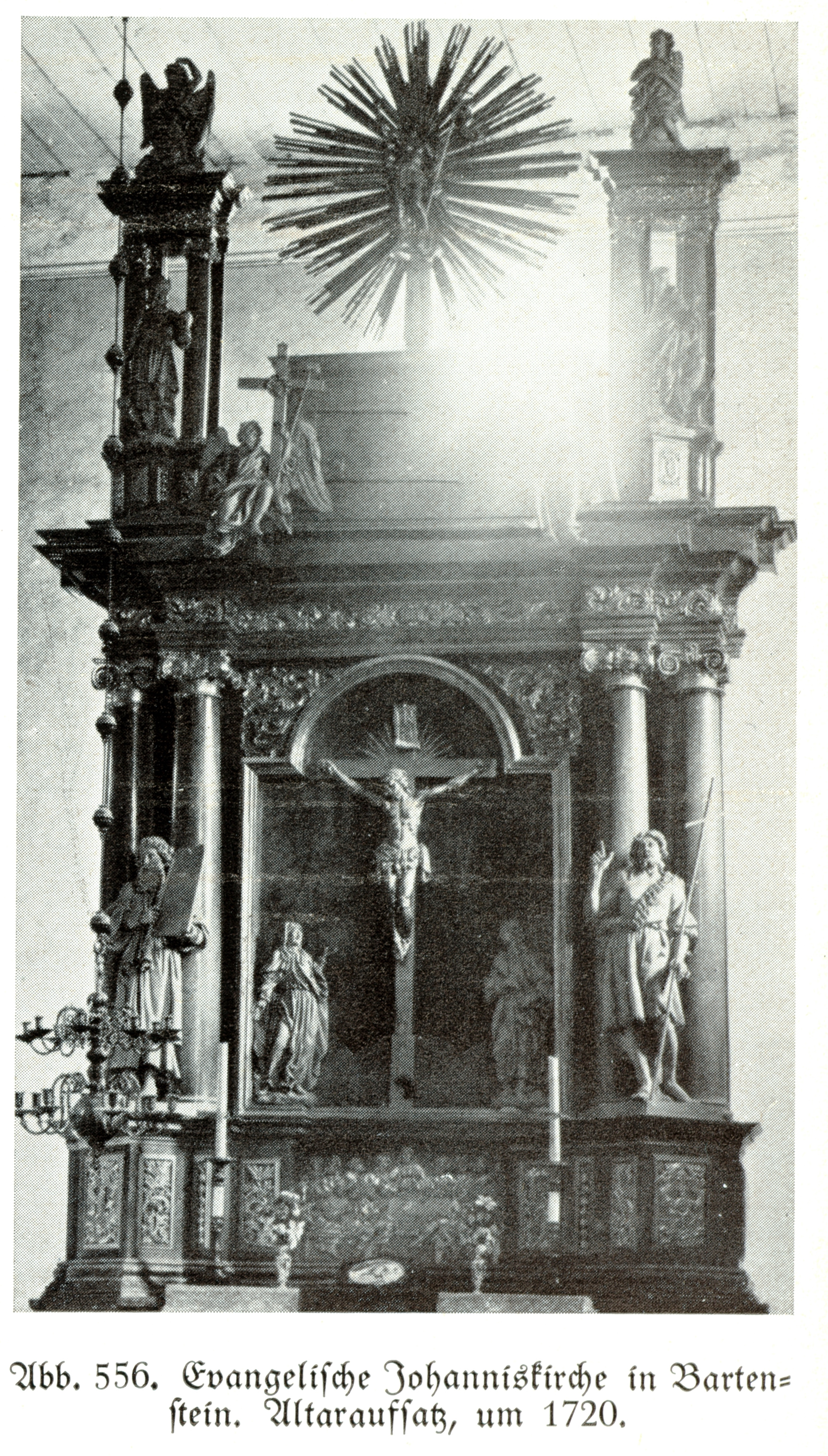
Der Altaraufsatz von 1720

Im Kircheninnenraum mit seiner flachen Decke ist der Blick auf den Altar mit seiner gemauerten gotischen Mensa gerichtet. Sein inzwischen mehrfach restaurierter Aufsatz stammt aus der Zeit um 1720 und wird dem Bildhauer Joseph Anton Kraus († 1721) zugeschrieben. Zu beiden Seiten erheben sich Säulen auf Sockeln, dazwischen stehen Figuren Moses und Johannes des Täufers.

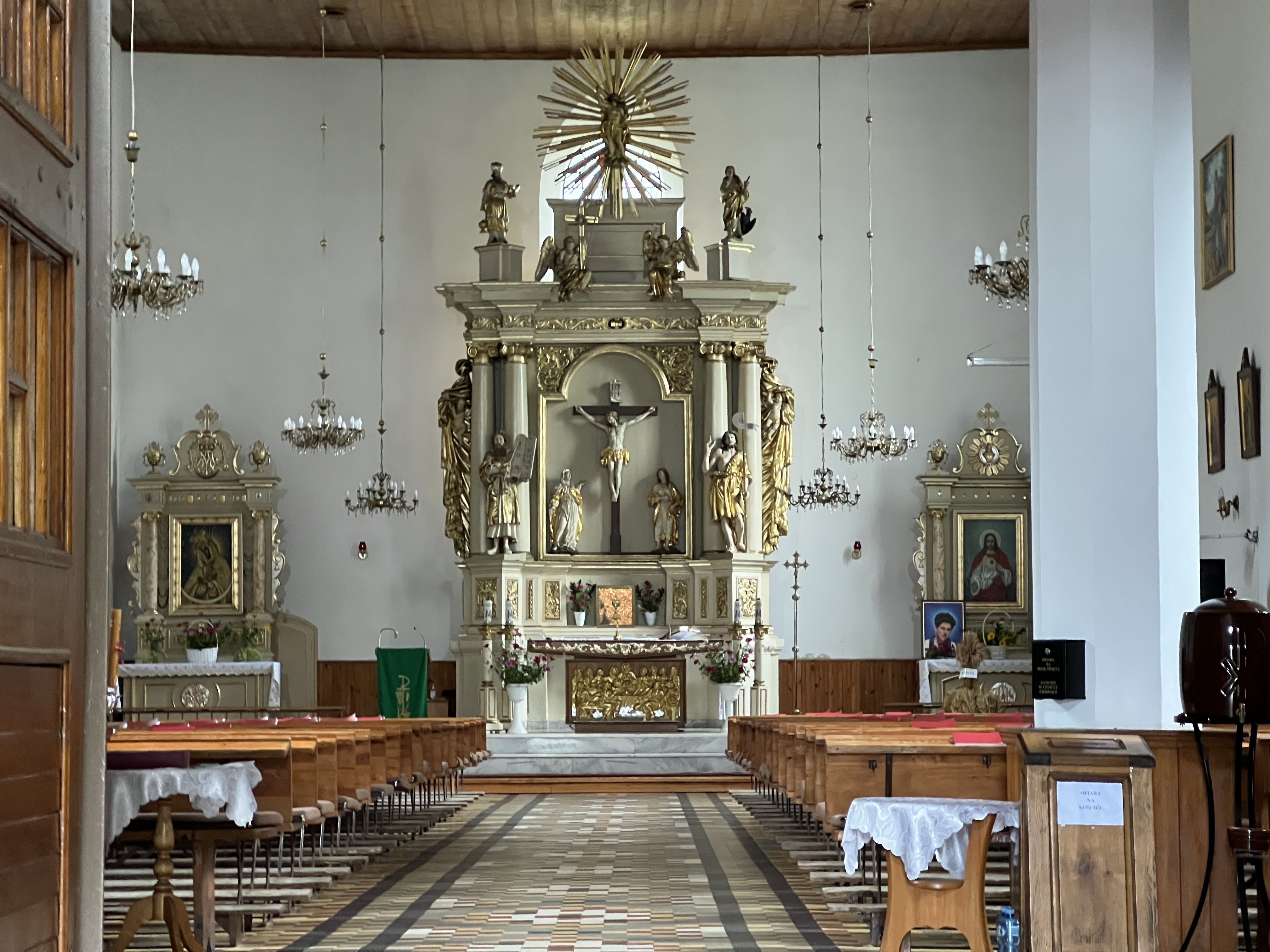
Altaransicht heute

Die seitlich stehende wohl aus dem Jahre 1706 stammende geschnitzte Kanzel wird dem Kreis um Isaak Riga zugeordnet. Der Kanzelkorb wird von einer Engelsfigur getragen. Die reich verzierte Kanzeldecke wird von der Skulptur eines Pelikans gekrönt.
Nach 1945 ging die Johanniskirche in das Eigentum der Römisch-katholischen Kirche über. Die Räumlichkeiten wurden restauriert und den veränderten liturgischen Bräuchen angepasst. Seit 1978 ist sie wieder eine Pfarrkirche.

## Kirchengemeinde
Bereits im 15. Jahrhundert bestand in Bartenstein eine Gemeinde der Johanniskirche. Verweigerte man sich zunächst der Reformation, so erhielt sie dennoch Zugang zur Stadt, die beide Gotteshäuser der evangelischen Konfession übertrug.

### Evangelisch

#### Kirchengeschichte
Im Jahre 1525 wurden die Stadt- und die Johanniskirche Gotteshäuser der reformatorischen Lehre. Zunächst übernahmen die Inhaber der zweiten Pfarrstelle der Stadtkirche („Diakone“) den Dienst an der Johanniskirche mit auch immer wieder Predigten in polnischer Sprache. Ab 1562 wurden eigene Prediger der Johanniskirche zugeteilt, die die Gottesdienste in polnischer Sprache weitestgehend beibehielten.
Erst 1838 wurde die Kirchengemeinde der Johanniskirche selbständig und gliederte sich in den Kirchenkreis Friedland (russisch Prawdinsk) zu, der später in „Kirchenkreis Bartenstein“ umbenannt wurde. Bis 1945 war die Kirchengemeinde somit Teil der Kirchenprovinz Ostpreußen der Kirche der Altpreußischen Union. Ihr Kirchspiel umfasste mehr als zwanzig Ortschaften und zählte im Jahre 1925  3500 Gemeindeglieder.

#### Kirchspielorte
Zum Kirchspiel der Johanniskirche Bartenstein gehörten bis 1945 die Orte, Wohnplätze und Ortschaften:
| Deutscher Name | Polnischer Namen |  | Deutscher Name    | Polnischer Name |
| -------------- | ---------------- |  | ----------------- | --------------- |
| Brämerhafen    |                  |  | Liesken           | Liski           |
| Damerau        | Dąbrowa          |  | Loschkeim         | Łoskajmy        |
| Erwienen       | Jarkowo          |  | Loyden            | Łojdy           |
| Fauthshof      | Falczewo         |  | Markienen         | Markiny         |
| Glommen        | Głomno           |  | Neu Aßmanns       | Nowe Witki      |
| Groß Kärthen   | Kiertyny Wielkie |  | Prauerschitten    | Przewarszyty    |
| Groß Söllen    | Szylina Wielka   |  | Sagerlauken       | Zagławki        |
| Grundmühle     | Grąd             |  | Sauerschienen     | Zawiersze       |
| Karolinenhof   | Karolewka        |  | Schreibershöfchen | Wiatrak         |
| Keegels        | Stożek           |  | Siddau            | Żydowo          |
| Klein Kärthen  | Kiertyny Małe    |  | Skitten           | Skitno          |
| Klein Söllen   | Szylina Mała     |  | Wehrwilten        | Wirwilty        |
| Legienen       | Leginy           |  | Wieplack          | Wipławki        |
| Liekeim        | Nalikajmy        |  | Wilhelmsruh       | Stoczki         |

#### Pfarrer
Als evangelische Geistliche amtierten an der Johanniskirche polnische und auch deutsche Pfarrer:
- Matthias Radominius, ab 1562
- Matthias Lindewald, 1570
- Leonhard Dembowius, 1572–1675
- Paul Lidicus, 1577
- Johann Lidicus, 1588–1602
- Michael Giczewskowski, 1603–1622
- Paul Dambrowius, 1624–1640
- Laurentius Rast, 1641–1660
- Christoph Schlawinski, 1660–1666
- Christoph Boretius, 1666–1684
- Johann Bascowius, 1684–1704
- Jacob Jortzig, 1705–1721
- Christoph Pflugrad, 1721–1728
- Jacob Patz, 1728–1780
- Gottlieb Benjamin Goburreck, 1781–1795
- Johann Masuch, 1795–1827
- Johann Georg Singelmann, 1829–1868
- Heinrich Ad. Emil Henschke, 1869–1897
- Carl Eugen C. Broscheit, 1897–1934
- Egon Sprang, 1923
- Johann Hirsch, 1927–1929
- Johannes Worm, 1934–1945
- Oskar Anton, 1940–1942

#### Kirchenbücher
Von den Kirchenbüchern der Johanniskirche Bartenstein, die zusammen mit denen der Stadtkirche Bartenstein geführt wurden, sind erhalten und werden beim Evangelischen Zentralarchiv in Berlin-Kreuzberg aufbewahrt:
- Taufen: 1644 bis 1944
- Trauungen: 1652 bis 1944
- Begräbnisse: 1765 bis 1944
- Konfirmationen: 1735–1935
- Kommunikanten: 1858–1941.

### Römisch-katholisch

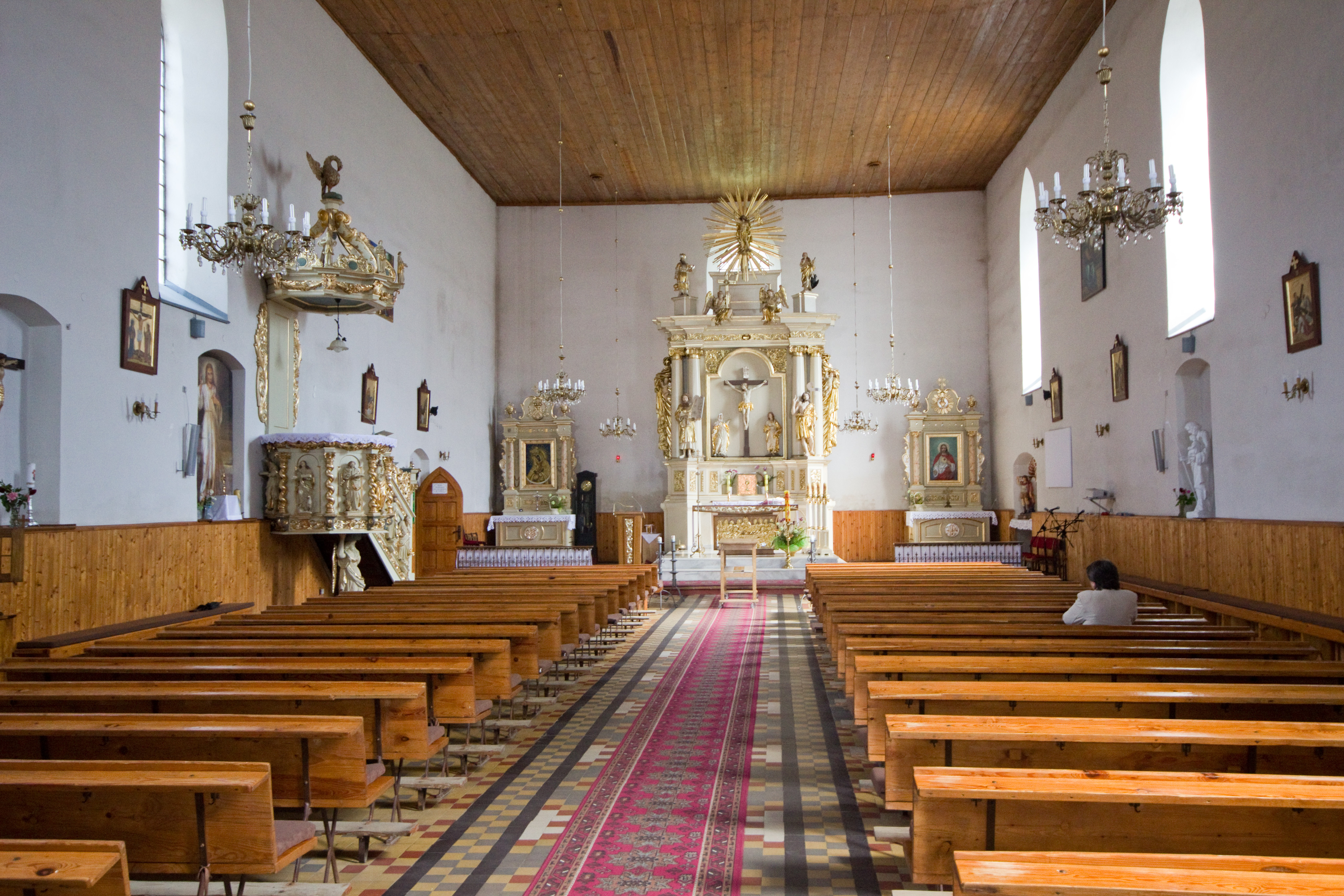
Blick in die Kirche heute

Vor 1945 lebten nicht einmal tausend Einwohner römisch-katholischer Konfession in der Stadt Bartenstein. Ihre Pfarrkirche war die St.-Bruno-Kirche, die Ende des 19. Jahrhunderts errichtet worden war. Zur Pfarrgemeinde gehörten jedoch zahllose Orte der Umgebung, deren Bewohner oft nur nach Bewältigung langer Wegstrecken die Messfeiern besuchen konnten.
Das änderte sich nach 1945, als die evangelischen Einwohner aufgrund von Flucht und Vertreibung zahlenmäßig zurückgingen. Die beiden evangelischen Kirchen der Stadt wurden daraufhin an die Römisch-katholische Kirche übereignet. Am 12. Januar 1973 wurde die Johanniskirche eine Pfarrkirche. Die Gemeinde gehört zum Dekanat Bartoszyce im Erzbistum Ermland.